# Студенокский сельсовет (Рыльский район)
Студено́кский сельсовет — муниципальное образование со статусом сельского поселения в Рыльском районе Курской области.
Административный центр — село Студенок.

## История
Статус и границы сельсовета установлены Законом Курской области от 21 октября 2004 года № 48-ЗКО «О муниципальных образованиях Курской области».
Законом Курской области от 26 апреля 2010 года № 26-ЗКО в состав сельсовета включены населённые пункты упразднённых Акимовского и Александровского сельсоветов.

## Население
| 2002 | 2010 | 2012 | 2013 | 2014 | 2015 | 2016 |
| ---- | ---- | ---- | ---- | ---- | ---- | ---- |
| 414  | ↗960 | ↘909 | ↘879 | ↘831 | ↘784 | ↘759 |
| 2017 | 2018 | 2019 | 2020 | 2021 |      |      |
| ↘744 | ↘719 | ↘697 | ↘669 | ↘621 |      |      |

## Состав сельского поселения
| №  | Населённый пункт  | Тип населённого пункта       | Население |
| -- | ----------------- | ---------------------------- | --------- |
| 1  | Акимовка          | село                         | ↘204      |
| 2  | Александровка     | хутор                        | ↘146      |
| 3  | Анатольевка       | деревня                      | ↘154      |
| 4  | Гниловка          | деревня                      | ↘103      |
| 5  | Кулемзино         | село                         | ↘8        |
| 6  | Нижняя Мельница   | хутор                        | ↘25       |
| 7  | Парменовка        | деревня                      | ↘80       |
| 8  | Слободка-Ивановка | деревня                      | ↘58       |
| 9  | Старая Николаевка | деревня                      | ↘7        |
| 10 | Студенок          | село, административный центр | ↘175      |